# Daryll-Ann Weeps
Daryll-Ann Weeps (vaak kortweg Weeps genoemd) is het derde muziekalbum van de Nederlandse rockband Daryll-Ann. Het werd uitgebracht in 1996.

## Opnamen
In 1995 bracht Daryll-Ann bij het Engelse label Hut Records, een sublabel van Virgin Records, de plaat Seaborne west uit. Ondanks dat de ep's I could never love you en Come around redelijk verkochten en voldoende airplay kregen, viel de verkoop van het positief ontvangen album tegen. Toen het label aan het eind van het jaar moest inkrimpen van Virgin, werd het contract met de band ontbonden. In plaats van te zoeken naar een nieuwe grote platenmaatschappij, tekende de band bij Excelsior Recordings, dat in 1996 werd opgericht door hun manager Ferry Roseboom en producer van Seaborne west Frans Hagenaars. Hierna werd de band weer officieel uitgebreid met Coen Paulusma, die na het tekenen bij Hut Records officieel uit de band stapte, maar wel te horen was op de ep's en het album. Tussen 24 januari en 5 februari 1996 werkte de band in de Studio Sound Enterprise met Frans Hagenaars aan nieuwe nummers.
Op 3 juni 1996 verscheen het album Weeps, tegelijkertijd op cd en vinyl. Het album verscheen tegelijkertijd met het album Clean van Caesar, dat officieel het eerste album op het label was. De titel was een verdraaiing van Weesp, de plaats waar het album werd opgenomen. Het album werd positief ontvangen en er werden vergelijkingen gemaakt met Neil Young, The Byrds, R.E.M. en The Beach Boys. Op 13 juni verscheen de single Tremble forte en gevolgd door A proper line op 15 juli. Beide singles wisten de hitparades niet te bereiken, ook het album, dat de band nog steeds ziet als hun beste werk, wist geen grote verkopen te halen. Er werd aanvankelijk nog gesproken over een distributiedeal voor het album in Amerika, maar ook dit kon niet rond gemaakt worden. Hierna werd het stil rond de band, die pas in 1998 terug zouden keren met een Marlboro Flashback naar The Byrds. In 1999 sloeg de band terug met het album Happy traum.

## Muzikanten
- Jelle Paulusma - zang, gitaar, orgel, piano, blokfluit, melodica, Wurlizer
- Anne Soldaat - gitaar, zang, basgitaar, orgel, harmonium, blokfluit, xylofoon
- Coen Paulusma - zang, tamboerijn
- Jeroen Vos - basgitaar
- Jeroen Kleijn - drums, percussie

## Nummers
1. Tools R us
2. Always share
3. A proper line
4. Mean love
5. Sheeszalitch
6. Springfever
7. Scott and Lesley
8. Tremble forte
9. Safe beef
10. Elegy
11. April
12. Summerdaze
13. Rollercoaster
14. My only world
15. Ocean drive
16. Dustyfied

Alle nummers zijn geschreven door Jelle Paulusma en Anne Soldaat.